# Aeroportul Internațional Iași
Aeroportul Internațional Iași  (IATA: IAS, ICAO: LRIA) este un aeroport situat în municipiul Iași (România), aflat la aproximativ 8 km nord-est de centrul orașului. Aeroportul Iași este unul dintre cele mai vechi aeroporturi acreditate de pe teritoriul României.

## Istoric
În Iași, primele zboruri au avut loc în anul 1905. În anul 1926, odată cu inaugurarea cursei București-Galați-Iași și Chișinău, Aerodromul Iași capătă statut de aeroport comercial. 
În anul 1969 aeroportul este modernizat, se construiesc o pistă de beton în lungime totală de 1.800 m și un terminal pentru pasageri. O nouă modernizare a aeroportului are loc în anul 2001, când terminalul de pasageri este adus la o capacitate de procesare simultană de 150 pasageri/oră pentru traficul intern, respectiv 100 pasageri/oră pentru traficul extern. De asemenea, în 2005, pe aeroport a fost implementat un sistem instrumental de aterizare CAT II.
În 2012, în scopul creșterii capacității de procesare pasageri, a fost inaugurat un nou terminal. Cu o suprafață de 1.210 mp, terminalul T2 este destinat, în principal, curselor interne.
Aeroportul Iași are o pistă de decolare-aterizare din asfalt, de 2.400 metri lungime și 45 metri lățime, prevăzută cu două acostamente a 7,5 metri fiecare, două căi de rulare (prima are o lungime de 280 metri și 23 metri lățime, iar a doua, parte din fosta pistă 15/33, este în lungime de aproximativ 1.000 metri), precum și o platformă cu șapte locuri de parcare.

### Dezvoltare
În anul 2005, Consiliul Județean Iași a inițiat un proiect de modernizare a aeroportului, investiție estimată la 200 milioane euro. Proiectul de dezvoltare prevedea construirea unui nou terminal de pasageri, a unui terminal cargo și a unei piste de 3.000 m separată de cea curentă. După întocmirea studiului de fezabilitate, implementarea proiectului a suferit numeroase amânări, din cauza revendicărilor de teren din zona unde urma să fie extins Aeroportul.
În cadrul primei etape de punere în aplicare a proiectului, s-a semnat, pe 4 iunie 2013, cu asocierea Max Boegl România, SC Vega ’93 SRL și SC UTI Grup SA, contractul de construire a unei noi piste cu lungimea de 2.400 m. Lucrările, ce au inclus, de asemenea, extinderea platformei, a căii de rulare, precum și construcția unui nou terminal (T3), au fost finalizate în noiembrie 2015. Pe data de 20 august 2014, noua pistă 14/32 a devenit operațională. Terminalul T3, inaugurat pe 17 octombrie 2015, a devenit operațional începând cu 25 octombrie 2015.
Pe viitor, sunt prevăzute noi etape de dezvoltare a aeroportului ce includ prelungirea pistei la 3.000 m și extinderea, respectiv construirea de noi terminale de pasageri și marfă.

## Terminale și destinații

### Terminale
Aeroportul Iași este format din trei terminale. Vechiul terminal, redenumit T1, este folosit ocazional pentru curse charter și speciale, în timp ce terminalul T2 procesează zborurile interne. 
Terminalul T3, care a înlocuit din punct de vedere operativ terminalul T1, are o suprafață de 3600 mp este destinat în principal zborurilor externe și are o capacitate de procesare de 320 de pasageri pe oră.
În momentul de față are loc construcția terminalului T4, terminal ce va avea o suprafață totală de 31250 m² si o capacitate anuală de 3.350.000 de pasageri. Terminalul T4 va dispune de 34 ghișee de check-in și 3 căi de îmbarcare a aeronavelor. Noul terminal va procesa pasageri începând cu anul 2024.

### Destinații și companii aeriene
De pe Aeroportul Iași se zboară în mod regulat atât spre destinații interne, cât și externe. De asemenea, există curse internaționale în regim charter.

#### Zboruri regulate
| Companie aeriene  | Destinații |
| ----------------- | --- |
| Animawings        | București |
| Austrian Airlines | Viena |
| Corendon Airlines | Charter sezonier: Antalya, Heraklion |
| HiSky             | Dublin |
| TAROM             | București |
| Wizz Air          | Barcelona, Bari, Basel, Beauvais, Bergamo, Billund, Bologna, Charleroi-Bruxelles, Dortmund, Eindhoven, Larnaca, Liverpool, Londra-Luton, Madrid, Roma-Fiumicino, Tel Aviv-Ben Gurion, Veneția-Treviso, Torino Sezonier: Catania |

## Trafic/pasageri
|  | Graficele sunt indisponibile din cauza unor probleme tehnice. Mai multe informații se găsesc la Phabricator și la wiki-ul MediaWiki. |

Vezi interogarea Wikidata.
| Anul | Pasageri  | Comparație cu anul precedent | Mișcări de aeronave |
| ---- | --------- | ---------------------------- | ------------------- |
| 2000 | 5.302     | ▲ ?%                         | 499                 |
| 2001 | 7.811     | ▲ 47,3%                      | 510                 |
| 2002 | 9.858     | ▲ 26,2%                      | 880                 |
| 2003 | 25.106    | ▲ 154,7%                     | 1291                |
| 2004 | 27.574    | ▲ 9,8%                       | 1405                |
| 2005 | 41.960    | ▲ 52,2%                      | 1.796               |
| 2006 | 70.592    | ▲ 68,2%                      | 2.377               |
| 2007 | 126.334   | ▲ 79%                        | 3.442               |
| 2008 | 144.043   | ▲ 14%                        | 3.860               |
| 2009 | 148.538   | ▲ 3,1%                       | 4.961               |
| 2010 | 159.615   | ▲ 7,5%                       | 4.755               |
| 2011 | 184.311   | ▲ 15,4%                      | -                   |
| 2012 | 173.248   | ▼ -6%                        | 4.800               |
| 2013 | 231.731   | ▲ 33,8%                      | 4.723               |
| 2014 | 273.047   | ▲ 17,7%                      | 4.851               |
| 2015 | 381.709   | ▲ 39,5%                      | 6.088               |
| 2016 | 881.157   | ▲ 130,8%                     | 9.900               |
| 2017 | 1.146.218 | ▲ 30,1%                      | 11.752              |
| 2018 | 1.256.640 | ▲ 9,6%                       | 12.749              |
| 2019 | 1.314.211 | ▲ 4,6%                       | 12.493              |
| 2020 | 233.670   | ▼ -80%                       | -                   |
| 2021 | 639.532   | ▲ 37%                        | -                   |
| 2022 | 1.538.585 | ▲ 140%                       | 12.652              |
| 2023 | 2.338.377 | ▲ 52%                        | 15.435              |
| 2024 | 2.196.793 | ▼ 6,1%                       | 16.013              |

### Statistică
| Luna       | Pasageri | Pasageri | Pasageri | Pasageri | Pasageri | Pasageri | Pasageri | Pasageri | Comparație cu anul predecent | Pasageri Cumulativ |
| Luna       | 2018     | 2019     | 2020     | 2021     | 2022     | 2023     | 2024     | 2025     | Comparație cu anul predecent | Pasageri Cumulativ |
| ---------- | -------- | -------- | -------- | -------- | -------- | -------- | -------- | -------- | ---------------------------- | ------------------ |
| Ianuarie   | 83.323   | 95.368   | 93.224   | 19.180   | 53.756   | 120.559  | 179.460  | 148.289  | ▼ 17,4%                      | 148.289            |
| Februarie  | 74.070   | 90.572   | 85.025   | 12.457   | 44.901   | 98.945   | 141.906  | 140.259  | ▼ 1,2%                       | 288.548            |
| Martie     | 81.707   | 95.327   | 39.528   | 14.063   | 119.387  | 140.017  | 156.373  | 164.145  | ▲ 4,9%                       | 452.693            |
| Aprilie    | 92.522   | 102.116  | 6.631    | 23.977   | 139.187  | 206.323  | 176.578  | 190.291  | ▲ 7,8%                       | 642.984            |
| Mai        | 95.304   | 111.124  | 5.103    | 34.311   | 159.813  | 229.348  | 195.916  | 200.622  | ▲ 2,4%                       | 843.606            |
| Iunie      | 100.930  | 121.848  | 9.576    | 53.618   | 173.719  | 247.483  | 206.801  |          |                              |                    |
| Iulie      | 132.000  | 132.721  | 48.600   | 89.292   | 177.642  | 250.251  | 215.357  |          |                              |                    |
| August     | 142.839  | 134.975  | 61.128   | 116.390  | 181.032  | 249.379  | 221.001  |          |                              |                    |
| Septembrie | 132.800  | 123.629  |          | 96.444   | 143.963  | 215.023  | 204.830  |          |                              |                    |
| Octombrie  | 124.040  | 112.718  | 33.754   | 69.165   | 126.558  | 190.976  | 195.408  |          |                              |                    |
| Noiembrie  | 101.000  | 96.471   | 12.638   |          | 96.794   | 191.103  | 157.002  |          |                              |                    |
| Decembrie  | 95.070   | 95.742   |          |          | 121.833  | 198.970  | 146.161  |          |                              |                    |

| Oraș                      | Aeroporturi                                      | Plecări săptămânale (August 2018) | Pasageri (2015) | Companii aeriene                                  |
| ------------------------- | ------------------------------------------------ | --------------------------------- | --------------- | ------------------------------------------------- |
| București                 | Aeroportul Henri Coandă                          | 39                                | 129.490         | Blue Air, TAROM                                   |
| Londra                    | Aeroportul Londra-Luton                          | 15                                | 34.889          | Blue Air, TAROM, Wizz Air                         |
| Viena                     | Aeroportul Viena                                 | 7                                 | 31.234          | Austrian Airlines                                 |
| Milano                    | Aeroportul Il Caravaggio                         | 7                                 | 31.236          | Blue Air, Wizz Air                                |
| Roma                      | Aeroportul Ciampino, Aeroportul Roma-Fiumicino   | 5                                 | 36.197          | Blue Air, Wizz Air                                |
| Paris                     | Aeroportul Beauvais–Tillé                        | 5                                 | -               | Blue Air, Wizz Air                                |
| Tel Aviv                  | Aeroportul Ben Gurion                            | 5                                 | 18.646          | TAROM, Wizz Air                                   |
| Antalia                   | Aeroportul Antalia                               | 4                                 | -               | Air Bucharest, Blue Air, Corendon Airlines, TAROM |
| Cluj-Napoca               | Aeroportul Internațional Avram Iancu Cluj        | 4                                 | -               | TAROM                                             |
| Timișoara                 | Aeroportul Internațional Timișoara - Traian Vuia | 4                                 | -               | TAROM                                             |
| Oradea                    | Aeroportul Oradea                                | 4                                 | -               | Blue Air                                          |
| Bologna                   | Aeroportul Bologna                               | 3                                 | 17.429          | Wizz Air                                          |
| Cuneo                     | Aeroportul International Cuneo                   | 3                                 | -               | Ernest Airlines                                   |
| Dortmund                  | Aeroportul Dortmund                              | 3                                 | -               | Wizz Air                                          |
| Malmö                     | Aeroportul Malmö                                 | 3                                 | -               | Wizz Air                                          |
| München                   | Aeroportul München                               | 3                                 | -               | Blue Air                                          |
| Torino                    | Aeroportul Torino Caselle                        | 3                                 | 27.089          | TAROM                                             |
| Salonic                   | Aeroportul Salonic                               | 3                                 | -               | Wizz Air                                          |
| Verona                    | Aeroportul Verona-Villafanca                     | 3                                 | -               | Ernest Airlines                                   |
| Barcelona                 | Aeroportul Barcelona                             | 2                                 | -               | Blue Air                                          |
| Bruxelles                 | Aeroportul Bruxelles                             | 2                                 | -               | Blue Air                                          |
| Billund                   | Aeroportul Billund                               | 2                                 | -               | Wizz Air                                          |
| Catania                   | Aeroportul Catania–Fontanarossa                  | 2                                 | -               | Wizz Air                                          |
| Charleroi - Bruxelles Sud | Aeroportul Charleroi - Bruxelles Sud             | 2                                 | -               | Wizz Air                                          |
| Eindhoven                 | Aeroportul Eindhoven                             | 2                                 | -               | Wizz Air                                          |
| Köln                      | Aeroportul Köln/Bonn                             | 2                                 | -               | Blue Air                                          |
| Larnaca                   | Aeroportul Internațional Larnaca                 | 2                                 | -               | Wizz Air                                          |
| Veneția                   | Aeroportul Treviso                               | 2                                 | 30.523          | Wizz Air                                          |
| Chania                    | Aeroportul Chania                                | 1                                 | -               | TAROM                                             |
| Constanța                 | Aeroportul Mihail Kogălniceanu                   | 1                                 | -               | Blue Air                                          |
| Heraklion                 | Aeroportul Heraklion                             | 1                                 | -               | Aegean Airlines                                   |
| Rodos                     | Aeroportul Rodos                                 | 1                                 | -               | TAROM                                             |

## Accesul din oraș

### Transport public
În prezent, aeroportul este deservit non-stop, cu plecări din 30 în 30 de minute, de Linia de autobuz 50 a operatorului rețelei de transport public local CTP Iași, care leagă, prin centrul orașului, Gara Iași de aeroport. În imediata vecinătate a gării se află și una dintre principalele autogări ale orașului, Autogara Transbus Codreanu. O cursă durează aproximativ 20 de minute, iar biletul pentru o călătorie costă 3,50 lei (în decembrie 2023), fiind valabil timp de 120 de minute, pentru oricâte călătorii, pe orice traseu din zona urbană.
Se poate ajunge și din Republica Moldova pe cale rutieră și feroviară, aeroportul fiind situat în apropierea frontierei. 
| Operator | Linie      | Destinație    | Traseu                                                  | Program                |
| -------- | ---------- | ------------- | ------------------------------------------------------- | ---------------------- |
| CTP Iași | Autobuz 50 | Aeroport Iași | Gara Iași - Piața Unirii - Târgu Cucu - Aeroport        | Din 30 în 30 de minute |
| CTP Iași | Autobuz 50 | Gara Iași     | Aeroport - Târgu Cucu - Piața Independenței - Gara Iași | Din 30 în 30 de minute |

Orar de mers al Autobuzelor la Aeroportul Iași

### Taxi
Distanța din centrul orașului până la aeroport este de aproximativ 8 km.